# Moritz Ferber
Mauritius Ferber (né en 1471 – 1er juillet 1537 à Heilsberg) de la lignée patricienne des Ferber de Dantzig fut prince-évêque de Varmie. Alors que, sous l'autorité du grand-maître de l'Ordre Teutonique, le duché de Prusse et la plupart des villes de l’État teutonique se convertissaient au Protestantisme, il parvint à maintenir l'essentiel de son diocèse dans la foi catholique.

## Biographie
La famille Ferber avait quitté Kalkar en 1415 pour s'établir à Dantzig. Durant quatre siècles, la famille fournit plusieurs bourgmestres de Dantzig.
Mauritius Ferber a séjourné en Angleterre jusqu'en 1497. De retour à Dantzig, il déclara en 1498 être fiancé avec une certaine Anna Pilemann, riche héritière, en présentant comme preuve de ses dires des vêtements de la jeune femme. Cet acte déclencha une vendetta entre plusieurs familles avant de conduire à un procès auprès de la cour de Rome. Mauritius défendit brillamment sa cause à Rome en tant que plaignant, mais lorsque le jugement fut rendu sa fiancée était déjà mariée à un autre. En 1507, alors que son frère Eberhard arrivait à trouver un compromis avec les autres familles, Mauritius était en Italie, au service d'un cardinal puis du pape, et finit par choisir la prêtrise, comme le fera Tiedemann Giese, autre grand négociant de Dantzig et parent des Ferber, qui deviendra le coadjuteur de Mauritius en 1523. Moritz acheta plusieurs sinécures, devint ainsi chanoine de Varmie, de Lübeck, de Reval et de Dorpat, de Saint-Pierre de Dantzig en 1512 et de Sainte-Marie de Dantzig en 1514. De retour à Sienne, il fut reçu docteur en droit civil et droit canon le 3 septembre 1515.
En 1520, Mauritius et son frère Eberhard, impliqué dans des luttes politiques, durent quitter Dantzig. Mauritius prit parti pour le roi de Pologne qui l'établit en 1523 sur le trône épiscopal vacant de Varmie. À peine élu à l'automne 1523, il commença à gouverner et fut consacré le 6 décembre. Le diocèse avait souffert à la fois de l'administrateur de son prédécesseur et de la guerre des Teutoniques (1519–1521). Au cours des pourparlers de paix de Cracovie en 1525, il s'efforça de défendre l'exemption de son diocèse, aussi bien vis-à-vis du royaume de Pologne que de l'ex-grand-maître des Chevaliers, devenu duc de Prusse. Jusqu'en 1531, Ferber tâcha de rétablir la situation économique de son diocèse tout en empêchant les villes de se convertir au protestantisme, et n'échoua qu'avec Elbing.

## Sa maladie

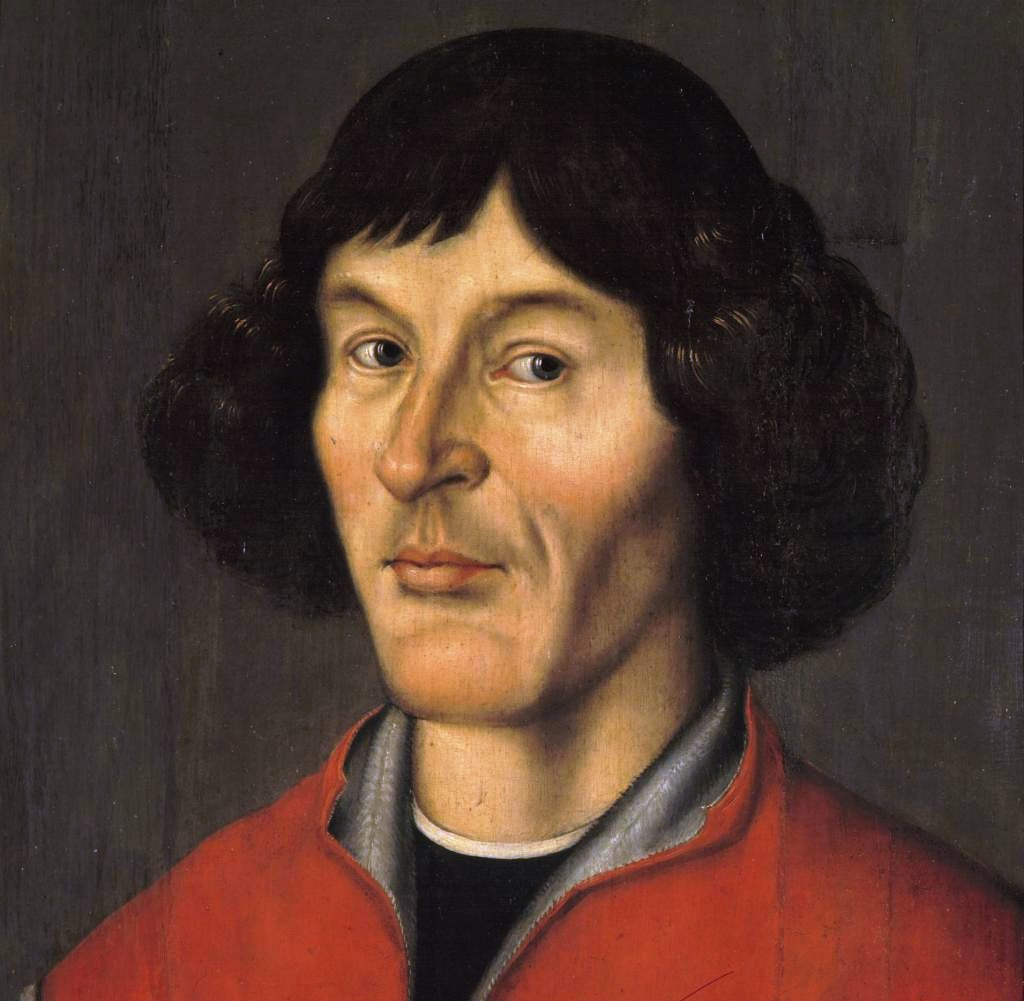
Nicolas Copernic

Vers la fin de l'année 1531, Ferber succomba à une grave maladie, dans laquelle il sollicita l'aide de Nicolas Copernic. Le 29 décembre 1531, Copernic avait assisté Ferber, puisqu'à cette date Ferber écrivit à Laurence Wille, le médecin du duc Albert de Prusse, décrivant ses symptômes dans les termes mêmes que lui avait indiqués Copernic. Le 10 janvier 1532, Ferber demanda à Jean-Benoît Solfa, médecin du roi Sigismond Ier de Pologne, de lui renouveler sa provision de médicaments en prévision d'une rechute de son mal "...que les docteurs Nicolas Copernic et Wille ont victorieusement combattu", et le 22 janvier 1532 il écrivit à un prêtre de Cracovie : « Ce jour le Docteur Nicolas Copernic a soigné notre maladie par art de médecine ». Le 24 avril 1532, Ferber fit rappeler Copernic, et les comptes du Chapitre pour les années 1533 à 1534 portent trace de paiements à Copernic pour des herbes. Le 23 février 1534 ou le 1er mars 1535, Ferber fut frappé d'une hémorragie cérébrale qui le laissa aphasique, et Copernic rédigea une ordonnance qui fut approuvée par le médecin du roi de Pologne. Lorsqu’en 1537 Ferber eut une deuxième attaque, Copernic fut immédiatement dépêché à Heilsberg, mais Ferber était déjà mort à son arrivée.
Copernic, en tant qu'exécuteur testamentaire de Ferber, s'occupa de l'organisation des funérailles et dressa l'inventaire après décès du prélat. Peu avant sa mort, Dantiscus avait accepté de devenir le coadjuteur de Ferber, et il se trouva ainsi le successeur naturel au trône épiscopal.
Il est l'un des personnages représentés dans Allégeance de la Prusse, le tableau de Jan Matejko.